# アラリク・ヤッグブルム
アラリク・ヤッグブルム（スウェーデン語: Alarik Häggblom、1914年 - 1996年）は、オーランド諸島の政治家、オーランド諸島自治政府第5代首相。